# Хотепибре
Хотепибре Кемау Сихарнеджхеритеф (также Сехетепибре I или Сехетепибре II в зависимости от учёного) — египетский фараон XIII династии, правившей во время Второго переходного периода. По мнению египтологов Кима Рихолта и Дарелла Бейкера, он был шестым фараоном в династии и правил в течение 1—5 лет, возможно, 3 года, с 1791 по 1788 года до н. э.. Кроме того, Юрген фон Бекерат и Детлеф Франке считают его девятым фараоном в династии.

## Семья
Полное личное имя Кемау Сихарнеджхеритефа означает «Сын Кемау, Гор, он, кто овладевает его силой» и исходя из этого вполне вероятно, что он был сыном своего предшественника Амени Кемау и внуком Аменемхета V. Далее Рихолт предполагает, что он был предшественником Юфни, который мог быть его братом или дядей. После короткого царствования Юфни, трон достался ещё одному внуку Аменемхета V — Амени Антефу Аменемхету VI.

## Свидетельства
Об этом фараоне свидетельствует статуя, посвящённая Птаху. Она была найдена в Хатане, но первоначальное её местонахождение неизвестно. Храм-блок из Иеракона с его именем сейчас находится в Каирском музее (темп 25.4.22.3). Этот фараон известен также по церемониальной булаве, найденной внутри так называемой «Гробницы повелителя коз» в Эбле, в современной северной Сирии; булава была подарком от Хотепибре правителю Эблы Иммее, который был его современником. Также Хотепибре иногда считают создателем дворца, недавно заново открытого в Телль-Эль-Дабе (древний Аварис).
Хотепибра Сахорнеджхеритеф, который также назван «азиатом». Его статуя и скарабей были найдены, соответственно, в Хатане (восточная Дельта) и в Иерихоне (Палестина). Это значит, что его власть не была ограничена районом Асьюта, как некогда считалось. Сегодня знак в имени царей XIII династии, который раньше переводили как «азиат» (ˁȝmw), читается как имя собственное Кемау (qmȝw). Таким образом, нет оснований называть Амени и Сахорнеджхеритефа «азиатами».

## Имена Сехотепибра
Согласно Туринскому папирусу наследником фараону с именем Семенкара стал ещё один Сехотепибра. Но никаких других свидетельств о его существовании у нас нет. Мы можем только отождествить его с [Се]хотепибра Амуса-Хорнеджхеритефом, имя которого вырезано на каменной плите, найденной в Среднем Египте, в Эль-Атауле, напротив Асьюта. Этот правитель, возможно, был сирийцем. Амуса можно перевести как «Сын Аму», то есть азиатов. Одним из экспонатов коллекции Карнарвона является цилиндрическая печать, на которой вавилонской клинописью примерно этого времени вырезано имя Пикин-или, а египетскими иероглифами — имя царя Сехотепибра. Он вполне мог быть тем самым Сехотепибра, о котором сейчас идёт речь (хотя известны два других царя, носившие это имя). Возможно, данный факт является свидетельством того, что он был сирийцем.
| nswt&bity |

| nswt&bity |

| N5 | R4 · X1 · Q3 | F34 |

| N5 | R4 · X1 · Q3 | F34 |

| N5 | R4 · X1 · Q3 | F34 |

| N5 | R4 · X1 · Q3 | F34 |

| N5 | R4 · X1 · Q3 | F34 |

| N5 | R4 · X1 · Q3 | F34 |

| N5 | R4 · X1 · Q3 | F34 |

| N5 | R4 · X1 · Q3 | F34 |

| Ca1 | N5 | S29 | R4 · X1 | Q3 | F34 | Z1 | Ca2 |

| Ca1 | N5 | S29 | R4 · X1 | Q3 | F34 | Z1 | Ca2 |

| G39 | N5 |

| G39 | N5 |

| T14 | G43 | G39 | G5 | Aa27 | D2 | X1 · I9 |

| T14 | G43 | G39 | G5 | Aa27 | D2 | X1 · I9 |

| T14 | G43 | G39 | G5 | Aa27 | D2 | X1 · I9 |

| T14 | G43 | G39 | G5 | Aa27 | D2 | X1 · I9 |

| T14 | G43 | G39 | G5 | Aa27 | D2 | X1 · I9 |

| T14 | G43 | G39 | G5 | Aa27 | D2 | X1 · I9 |

| T14 | G43 | G39 | G5 | Aa27 | D2 | X1 · I9 |

| T14 | G43 | G39 | G5 | Aa27 | D2 | X1 · I9 |

| XIII династия                     |                                                   |                     |
| Предшественник: Семенкара Небенну | фараон Египта XVIII век до н. э. (правил 1—5 лет) | Преемник: Суаджкара |